# مطران‌نشین خوزستان
ولایت خوزستان (سریانی: ܒܝܬ ܗܘܙܝܐ بيت هوزيا)  یا عیلام یکی از ولایات مطران‌نشین کلیسای شرق (کلیسای سریانی شرقی) بین قرن پنجم و چهاردهم بود. محل اقامت مطران خوزستان در بیت لفط (جندی شاپور) بوده است. از جمله اسقف‌‌نشین‌های تحت سرپرستی مطران خوزستان در دوره‌های مختلف تاریخ آن می‌توان به کرخ شاپور، هرمزد اردشیر، شوشتر، شوش، اصفهان، مهرگان‌کدگ و رام‌ هرمزد اشاره کرد. اسقف‌نشین شاپورخواست نیز ممکن است یکی از این اسقف‌نشین‌ها بوده باشد.
1. ↑  Thomas A. Carlson et al., “Beth Huzaye — ܟܘܙܣܬܐܢ ” in The Syriac Gazetteer last modified December 9, 2016, http://syriaca.org/place/34.